# Université pour étrangers de Pérouse
L'université pour étrangers de Pérouse (en italien, Università per stranieri di Perugia) est une université italienne, située à Pérouse. Son siège est situé au Palazzo Gallenga Stuart. C'est l'une des trois universités italiennes consacrées aux étudiants étrangers et à ceux qui se destinent à l'enseignement de l'italien langue étrangère, les autres étant l'université pour étrangers de Sienne et l'université pour étrangers de Reggio de Calabre.

## Historique
Créée par décret royal (loi du 29 octobre 1925) et réorganisée par la loi no 204 du 17 février 1992, elle a pour but la connaissance et la diffusion de la langue, de la culture et des réalités italiennes dans toutes leurs expressions.
Elle est ouverte pendant l'été pour des cours estivaux.
Elle organise également des examens de langue italienne, le CELI (Certificato di lingua italiana, Certificat de langue italienne) et le CIC (Certificato di italiano commerciale, Certificat d'italien commercial). Il est possible de les passer dans de nombreux centres d'examen partout dans le monde.
En septembre 2020, l'université a été au coeur d'un scandale à la suite de l'examen truqué du footballeur Luis Suárez, afin de lui faire obtenir la nationalité italienne pour pouvoir jouer dans l'équipe de la Juventus. L'enquête a entraîné la démission du recteur Giuliana Grego Bolli.

## Recteurs
- 1925-1944 : Astorre Lupattelli
- 1944-1946 : Aldo Capitini
- 1947-1952 : Carlo Sforza
- 1953-1969 : Carlo Vischia
- 1969-1980 : Salvatore Valitutti
- 1980-1982 : Ottavio Prosciutti
- 1982-1995 : Giorgio Spitella
- 1995-2004 : Paola Bianchi De Vecchi
- 2004-2013 : Stefania Giannini
- 2013-2018 : Giovanni Paciullo
- 2018-2020 : Giuliana Grego Bolli

## Personnalités ayant fréquenté l'université

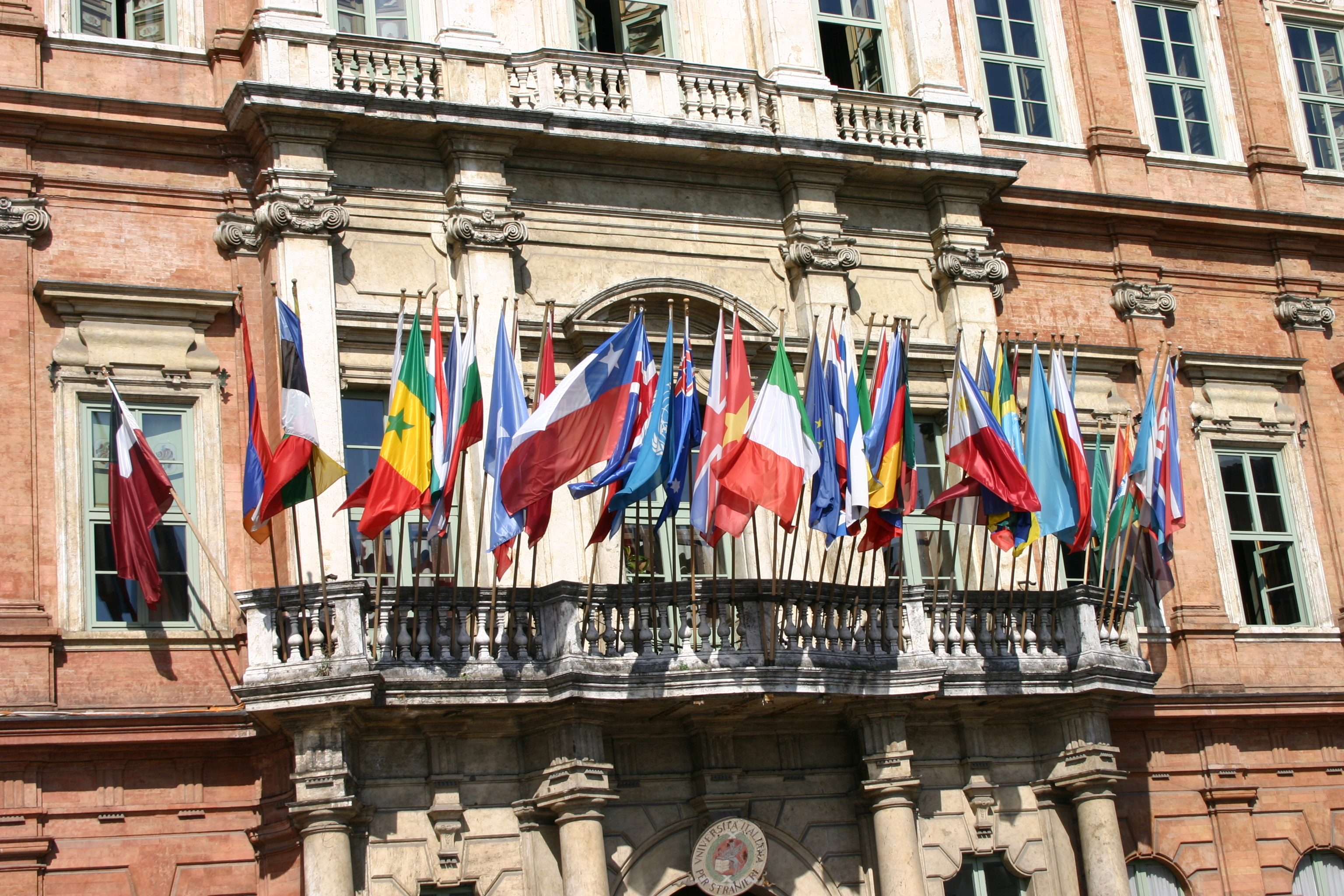
Palazzo Gallenga Stuart.

- Helmut Berger
- Iain Duncan Smith
- Shirlee Emmons (en)
- Michaëlle Jean
- Prince Leka d'Albanie
- Arthur Penn